# جيف غروفر
جيف غروفر (بالإنجليزية: Geoff Grover)‏ هو لاعب كرة قدم أسترالية أسترالي، ولد في 19 سبتمبر 1943، وتوفي في 12 أبريل 2017.

## وصلات خارجية
- جيف غروفر على موقع AustralianFootball.com (الإنجليزية)
- جيف غروفر على موقع AFLtables.com (الإنجليزية)